# Sello de los Estados Federados de Micronesia
En el sello de los Estados Federados de Micronesia, de forma circular, figura una palmera sobre un islote representado esquemáticamente de color marrón. La palmera y el islote están situados sobre un fondo de color azul oscuro que simboliza al océano Pacífico. Sobre el océano aparecen representados, de color azul claro, el cielo y la bandera de la Federación con sus cuatro estrellas blancas, de cinco puntas cada una, que simbolizan los cuatro grupos de islas que se unieron para formar los Estados Federados de Micronesia. En el sello las cuatro estrellas están colocadas en la parte superior del fondo azul.
Bajo la palmera, en una cinta de color blanco, puede leerse el lema nacional, “Peace, Unity, Liberty” (“Paz, Unidad, Libertad”). Debajo de la cinta figura el número 1979, año en el que cuatro de los distritos del Territorio Fiduciario ratificaron una nueva Constitución para convertirse en los Estados Federados de Micronesia. 
El fondo de color azul (claro y oscuro) está rodeado por un borde de color blanco, limitado en su parte exterior por una trama de color azul. En este borde aparece escrita la leyenda: “Government of the Federated States of Micronesia” (“Gobierno de los Estados Federados de Micronesia”).

## Emblema pasado

Sello del Alto Comisionado del Territorio en Fideicomiso de las Islas del Pacífico

El sello de Micronesia se inspira en el sello del Alto Comisionado del Territorio en Fideicomiso de las Islas del Pacífico, que administra el Territorio en Fideicomiso de las Islas del Pacífico antes de la independencia. Este sello muestra una palmera y una canoa polinesia. La bandera de Micronesia también se inspira en la bandera del Territorio en Fideicomiso de las Islas del Pacífico.